# SDガンダム バトルアライアンス
『SDガンダム バトルアライアンス』（エスディーガンダム バトルアライアンス）は、アートディンクが開発しバンダイナムコエンターテインメントより2022年8月25日に発売されたゲームソフト。対応プラットフォームはNintendo Switch・PlayStation 4・PlayStation 5・Xbox One・Xbox Series X/S・Microsoft Windows（Steam配信）。

## 概要
ガンダムシリーズのモビルスーツやキャラクターが登場し、共演するアクションRPG。3機で1小隊の共同戦線（バトルアライアンス）を組み、様々ななミッションに挑戦する。
様々な世界の歴史が集められたデータベース世界「G:ユニバース」が舞台。「ブレイク現象」と呼ばれる現象により歪められた歴史を正し、正史を取り戻すことを目的としている。

## 登場作品
- 機動戦士ガンダム
- 機動戦士ガンダム0080 ポケットの中の戦争
- 機動戦士ガンダム 第08MS小隊
- 機動戦士ガンダム サンダーボルト
- 機動戦士ガンダム0083 STARDUST MEMORY
- 機動戦士Ζガンダム
- 機動戦士ガンダムΖΖ
- 機動戦士ガンダム 逆襲のシャア
- 機動戦士ガンダム 逆襲のシャア ベルトーチカ・チルドレン
- 機動戦士ガンダムUC
- 機動戦士ガンダムF91
- 機動戦士クロスボーン・ガンダム
- 機動戦士Vガンダム
- 機動武闘伝Gガンダム
- 新機動戦記ガンダムW
- 機動新世紀ガンダムX
- ∀ガンダム
- 機動戦士ガンダムSEED
- 機動戦士ガンダムSEED ASTRAY
- 機動戦士ガンダムSEED VS ASTRAY
- 機動戦士ガンダムSEED DESTINY
- 機動戦士ガンダム00
- 劇場版 機動戦士ガンダム00 -A wakening of the Trailblazer-
- ガンダム Gのレコンギスタ
- 機動戦士ガンダム 鉄血のオルフェンズ
- 武者・騎士・コマンド SDガンダム緊急出撃

### アップデート・ダウンロードコンテンツにより追加された作品
- GGENERATION シリーズ
- SDガンダムワールド 三国創傑伝
- 機動戦士ガンダムAGE
- 機動戦士ガンダムNT
- SDガンダム外伝
- 機動戦士ムーンガンダム
- 劇場版 機動戦士ガンダム00 -A wakening of the Trailblazer-
- 機動戦士ガンダム 閃光のハサウェイ
- 機動戦士ガンダム 水星の魔女

『SDガンダムワールド 三国創傑伝』のキャラクターはパッケージ版早期購入特典・DL版予約特典として先行登場し、後日にダウンロードコンテンツとして一般配信された。
「GGENERATION シリーズ」からはフェニックスガンダムが無料アップデートにて追加される。
『劇場版 機動戦士ガンダム00 -A wakening of the Trailblazer-』からは通常プレイには登場しないガンダムエクシアリペアIVとパイロットのグラハム・エーカーがダウンロードコンテンツとして登場する。

## 登場キャラクター
小隊長（プレイヤー）
声 - 浜田洋平（戦闘中のみ）
本作の主人公で、プレイヤーキャラクター。デフォルトネームは「アルカ・アドニス」。
「ジムの稼働データ収集」を任務とした地球連邦軍独立混成機械化技術支援小隊「ギャザーロード隊（GR隊）」の小隊長。
ユノ・アスタルト
声 - 髙橋ミナミ
GR隊のオペレーター。天才的な技術を持つプログラマーで、民間徴用で連邦軍に出向している。小隊長とは幼馴染。
サクラ・スラッシュ
声 - 市ノ瀬加那
「G:ユニバース」にて小隊長たちを案内するAIプログラム。本来は「SACRA/1351420」というコードネームであったが、ユノから「サクラ・スラッシュ」の名前を与えられた。
ハロ
声 - 山口勝平
ユノが改造したペットロボット。ユノが自作した「教育型コンピュータ」に換装されており、感情豊かなAIとなっている。
ハーメス・マーキュリー
声 - KENN
「ガンダム・ラトレイア」のパイロット。小隊長たちの前に立ちはだかる謎の存在。優れた操縦能力とプログラミング能力を併せ持つ。
コード;マクスウェルズ
声 - 中島卓也
「プログラム・テオス」という計画を実行させるためにハーメスを送り込み、「G:ユニバース」を混乱に陥れている元凶。

### 登場機体・キャラクター
プレイヤーが操作する機体はプレイヤー（小隊長）が搭乗し、原作パイロットは僚機に設定した場合にのみ搭乗する。以下の表で僚機パイロットが記載されていない機体は、僚機に設定できないプレイヤー専用機体。SDガンダム系の機体は僚機に設定したものは瞳はあるが、プレイヤーが操作する機体として設定したものは瞳がない。
一部の量産機は本作オリジナルの一般パイロットデータが搭乗する。アルファ（声 - 池添朋文）は宇宙世紀の地球連邦軍兵、ブラボー（声 - 佐伯匠）はジオン兵のデータとなる。
アップデート・DLCにて追加された機体については☆を記載。
| 型式番号                                                      | 機体名                                          | タイプ               | 僚機搭乗パイロット           | 声優                 |
| 『機動戦士ガンダム』                                          | 『機動戦士ガンダム』                            | 『機動戦士ガンダム』 | 『機動戦士ガンダム』         | 『機動戦士ガンダム』 |
| ------------------------------------------------------------- | ----------------------------------------------- | -------------------- | ---------------------------- | -------------------- |
| RX-78-2                                                       | ガンダム                                        | オールラウンダー     | アムロ・レイ                 | 古谷徹               |
| RX-77-2                                                       | ガンキャノン                                    | オールラウンダー     | カイ・シデン                 | 古川登志夫           |
| RX-75                                                         | ガンタンク                                      | シューター           | ハヤト・コバヤシ             | 中西英樹             |
| RGM-79                                                        | ジム                                            | オールラウンダー     | アルファ                     | 池添朋文             |
| MS-06F                                                        | ザクII F型                                      | オールラウンダー     | ブラボー                     | 佐伯匠               |
| MS-09                                                         | ドム                                            | インファイター       | ブラボー                     | 佐伯匠               |
| MSM-07S                                                       | シャア専用ズゴック                              | インファイター       | シャア・アズナブル           | 池田秀一             |
| MS-14S                                                        | シャア専用ゲルググ                              | オールラウンダー     | シャア・アズナブル           | 池田秀一             |
| 『機動戦士ガンダム 第08MS小隊』                               |                                                 |                      |                              |                      |
| RX-79[G]                                                      | 陸戦型ガンダム                                  | シューター           | シロー・アマダ               | 檜山修之             |
| RX-79[G] Ez8                                                  | ガンダムEz8                                     | オールラウンダー     | シロー・アマダ               | 檜山修之             |
| MS-07B-3                                                      | グフカスタム                                    | インファイター       | ノリス・パッカード           | 市川治               |
| 『機動戦士ガンダム0080 ポケットの中の戦争』                   |                                                 |                      |                              |                      |
| RX-78NT-1                                                     | アレックス                                      | オールラウンダー     | クリスチーナ・マッケンジー   | 林原めぐみ           |
| RGM-79SP                                                      | ジム・スナイパーII                              | シューター           | アルファ                     | 池添朋文             |
| MS-18E                                                        | ケンプファー                                    | シューター           | ミハイル・カミンスキー       | 島香裕               |
| 『機動戦士ガンダム サンダーボルト』                           |                                                 |                      |                              |                      |
| FA-78                                                         | フルアーマー・ガンダム                          | シューター           | イオ・フレミング             | 中村悠一             |
| MS-06R                                                        | サイコ・ザク                                    | シューター           | ダリル・ローレンツ           | 木村良平             |
| 『機動戦士ガンダム0083 STARDUST MEMORY』                      |                                                 |                      |                              |                      |
| RX-78GP03S                                                    | ガンダム試作3号機ステイメン                     | シューター           | コウ・ウラキ                 | 堀川りょう           |
| 『機動戦士Ζガンダム』                                         |                                                 |                      |                              |                      |
| MSZ-006                                                       | Ζガンダム                                       | オールラウンダー     | カミーユ・ビダン             | 飛田展男             |
| MSN-00100                                                     | 百式                                            | シューター           | クワトロ・バジーナ           | 池田秀一             |
| AMX-004                                                       | キュベレイ                                      | シューター           | ハマーン・カーン             | 榊原良子             |
| PMX-003                                                       | ジ・O                                           | インファイター       | パプテマス・シロッコ         | 島田敏               |
| 『機動戦士ガンダムΖΖ』                                        |                                                 |                      |                              |                      |
| MSΖ-010                                                       | ΖΖガンダム                                      | オールラウンダー     | ジュドー・アーシタ           | 矢尾一樹             |
| FA-010S                                                       | フルアーマーZZガンダム                          | シューター           | ジュドー・アーシタ           | 矢尾一樹             |
| 『機動戦士ムーンガンダム』                                    |                                                 |                      |                              |                      |
| AMS-123X-X                                                    | ムーンガンダム ☆                                | オールラウンダー     | ユッタ・カーシム             | 古屋亜南             |
| 『機動戦士ガンダム 逆襲のシャア』                             |                                                 |                      |                              |                      |
| RX-93                                                         | νガンダム                                       | オールラウンダー     | アムロ・レイ                 | 古谷徹               |
| MSN-04                                                        | サザビー                                        | オールラウンダー     | シャア・アズナブル           | 池田秀一             |
| 『機動戦士ガンダム 逆襲のシャア ベルトーチカ・チルドレン』    |                                                 |                      |                              |                      |
| RX-93-ν2                                                      | Hi-νガンダム                                    | シューター           | アムロ・レイ                 | 古谷徹               |
| 『機動戦士ガンダムUC』                                        |                                                 |                      |                              |                      |
| RX-0                                                          | ユニコーンガンダム                              | オールラウンダー     | バナージ・リンクス           | 内山昂輝             |
| RX-0                                                          | フルアーマー・ユニコーンガンダム                | シューター           | バナージ・リンクス           | 内山昂輝             |
| RX-0                                                          | バンシィ                                        | インファイター       | プルトゥエルブ               | 甲斐田裕子           |
| RX-0[N]                                                       | バンシィ・ノルン                                | シューター           | リディ・マーセナス           | 浪川大輔             |
| NZ-666                                                        | クシャトリヤ                                    | シューター           | マリーダ・クルス             | 甲斐田裕子           |
| MSN-06S                                                       | シナンジュ                                      | インファイター       | フル・フロンタル             | 池田秀一             |
| 『機動戦士ガンダムNT』                                        |                                                 |                      |                              |                      |
| RX-9/C                                                        | ナラティブガンダム C装備 ☆                      | オールラウンダー     | ヨナ・バシュタ               | 榎木淳弥             |
| 『機動戦士ガンダム 閃光のハサウェイ』                         |                                                 |                      |                              |                      |
| RX-105                                                        | Ξガンダム ☆                                     | オールラウンダー     | マフティー・ナビーユ・エリン | 小野賢章             |
| RX-104FF                                                      | ペーネロペー ☆                                  | シューター           | レーン・エイム               | 斉藤壮馬             |
| 『機動戦士ガンダムF91』                                       |                                                 |                      |                              |                      |
| F91                                                           | ガンダムF91                                     | シューター           | シーブック・アノー           | 辻谷耕史             |
| 『機動戦士クロスボーン・ガンダム』                            |                                                 |                      |                              |                      |
| XM-X1                                                         | クロスボーン・ガンダムX1                        | インファイター       | キンケドゥ・ナウ             | 辻谷耕史             |
| XM-X2                                                         | クロスボーン・ガンダムX2                        | オールラウンダー     | ザビーネ・シャル             | 梁田清之             |
| 『機動戦士Vガンダム』                                         |                                                 |                      |                              |                      |
| LM314V23/24                                                   | V2アサルトバスターガンダム                      | シューター           | ウッソ・エヴィン             | 阪口大助             |
| 『ガンダム Gのレコンギスタ』                                  |                                                 |                      |                              |                      |
| YG-111                                                        | G-セルフ（パーフェクトパック）                  | オールラウンダー     | ベルリ・ゼナム               | 石井マーク           |
| 『∀ガンダム』                                                 |                                                 |                      |                              |                      |
| System-∀99 （WD-M01）                                         | ∀ガンダム                                       | オールラウンダー     | ロラン・セアック             | 朴璐美               |
| Concept-X 6-1-2                                               | ターンX                                         | インファイター       | ギム・ギンガナム             | 子安武人             |
| 『機動武闘伝Gガンダム』                                       |                                                 |                      |                              |                      |
| GF13-017NJ II                                                 | ゴッドガンダム                                  | インファイター       | ドモン・カッシュ             | 関智一               |
| GF13-001NHII                                                  | マスターガンダム                                | インファイター       | 東方不敗マスター・アジア     | 秋元羊介             |
| 『新機動戦記ガンダムW』                                       |                                                 |                      |                              |                      |
| XXXG-00W0                                                     | ウイングガンダムゼロ                            | シューター           | ヒイロ・ユイ                 | 緑川光               |
| OZ-13MS                                                       | ガンダムエピオン                                | インファイター       | ミリアルド・ピースクラフト   | 子安武人             |
| 『機動新世紀ガンダムX』                                       |                                                 |                      |                              |                      |
| GX-9901                                                       | ガンダムDX                                      | オールラウンダー     | ガロード・ラン               | 高木渉               |
| 『機動戦士ガンダムSEED』                                      |                                                 |                      |                              |                      |
| ZGMF-X10A                                                     | フリーダムガンダム                              | オールラウンダー     | キラ・ヤマト                 | 保志総一朗           |
| ZGMF-X09A                                                     | ジャスティスガンダム                            | インファイター       | アスラン・ザラ               | 石田彰               |
| ZGMF-X13A                                                     | プロヴィデンスガンダム                          | シューター           | ラウ・ル・クルーゼ           | 関俊彦               |
| 『機動戦士ガンダムSEED ASTRAY』                               |                                                 |                      |                              |                      |
| MBF-P01-Re2                                                   | アストレイ ゴールドフレーム 天ミナ              | インファイター       | ロンド・ミナ・サハク         | 勝生真沙子           |
| 『機動戦士ガンダムSEED DESTINY』                              |                                                 |                      |                              |                      |
| ZGMF-X42                                                      | デスティニーガンダム                            | オールラウンダー     | シン・アスカ                 | 鈴村健一             |
| ZGMF-X20A                                                     | ストライクフリーダムガンダム                    | オールラウンダー     | キラ・ヤマト                 | 保志総一朗           |
| ZGMF-X19A                                                     | インフィニットジャスティスガンダム              | インファイター       | アスラン・ザラ               | 石田彰               |
| ZGMF-X666S                                                    | レジェンドガンダム                              | シューター           | レイ・ザ・バレル             | 関俊彦               |
| 『機動戦士ガンダムSEED VS ASTRAY』                            |                                                 |                      |                              |                      |
| MBF-P02KAI                                                    | ガンダムアストレイ レッドフレーム改             | インファイター       | ロウ・ギュール               | 小野坂昌也           |
| MBF-P03R                                                      | ガンダムアストレイ ブルーフレームセカンドリバイ | オールラウンダー     | 叢雲劾                       | 井上和彦             |
| 『機動戦士ガンダム00』                                        |                                                 |                      |                              |                      |
| GN-0000+GNR-010                                               | ダブルオーライザー                              | インファイター       | 刹那・F・セイエイ            | 宮野真守             |
| GN-006                                                        | ケルディムガンダム                              | シューター           | ロックオン・ストラトス       | 三木眞一郎           |
| GN-007                                                        | アリオスガンダム                                | オールラウンダー     | アレルヤ・ハプティズム       | 吉野裕行             |
| GN-008                                                        | セラヴィーガンダム                              | シューター           | ティエリア・アーデ           | 神谷浩史             |
| GN-001REII                                                    | ガンダムエクシアリペアII                        | インファイター       | 刹那・F・セイエイ            | 宮野真守             |
| GNW-20000                                                     | アルケーガンダム                                | インファイター       | アリー・アル・サーシェス     | 藤原啓治             |
| CB-0000G/C                                                    | リボーンズガンダム                              | シューター           | リボンズ・アルマーク         | 蒼月昇               |
| GN-000                                                        | 0ガンダム（実戦配備型）                         | オールラウンダー     | リボンズ・アルマーク         | 蒼月昇               |
| 『劇場版 機動戦士ガンダム00 -A wakening of the Trailblazer-』 |                                                 |                      |                              |                      |
| GNT-0000                                                      | ダブルオークアンタ                              | オールラウンダー     | 刹那・F・セイエイ            | 宮野真守             |
| GN-001REIV                                                    | ガンダムエクシアリペアIV ☆                      | インファイター       | グラハム・エーカー           | 中村悠一             |
| 『機動戦士ガンダムAGE』                                       |                                                 |                      |                              |                      |
| AGE-FX                                                        | ガンダムAGE-FX ☆                                | オールラウンダー     | キオ・アスノ                 | 山本和臣             |
| 『機動戦士ガンダム 鉄血のオルフェンズ』                       |                                                 |                      |                              |                      |
| ASW-G-08                                                      | ガンダム・バルバトス（第6形態）                 | インファイター       | 三日月・オーガス             | 河西健吾             |
| ASW-G-08                                                      | ガンダム・バルバトスルプス                      | インファイター       | 三日月・オーガス             | 河西健吾             |
| ASW-G-08                                                      | ガンダム・バルバトスルプスレクス                | インファイター       | 三日月・オーガス             | 河西健吾             |
| ASW-G-11                                                      | ガンダム・グシオンリベイクフルシティ            | オールラウンダー     | 昭弘・アルトランド           | 内匠靖明             |
| ASW-G-01                                                      | ガンダム・バエル                                | インファイター       | マクギリス・ファリド         | 櫻井孝宏             |
| ASW-G-66                                                      | ガンダム・キマリスヴィダール                    | インファイター       | ガエリオ・ボードウィン       | 松風雅也             |
| EB-08jjc                                                      | レギンレイズ・ジュリア（最終決戦仕様）          | インファイター       | ジュリエッタ・ジュリス       | M・A・O              |
| 『機動戦士ガンダム 水星の魔女』                               |                                                 |                      |                              |                      |
| XVX-016                                                       | ガンダム・エアリアル ☆                          | シューター           | スレッタ・マーキュリー       | 市ノ瀬加那           |
| 『武者・騎士・コマンド SDガンダム緊急出撃』                   |                                                 |                      |                              |                      |
| -                                                             | 武者頑駄無                                      | オールラウンダー     | 武者頑駄無                   | 阿部敦               |
| SDV-04                                                        | コマンドガンダム                                | シューター           | コマンドガンダム             | 小西克幸             |
| -                                                             | 騎士ガンダム                                    | インファイター       | 騎士ガンダム                 | 松本保典             |
| 『SDガンダム外伝』                                            |                                                 |                      |                              |                      |
| -                                                             | 騎士スペリオルドラゴン ☆                        | インファイター       | 騎士スペリオルドラゴン       | 松本保典             |
| 『SDガンダムワールド 三国創傑伝』                             |                                                 |                      |                              |                      |
| -                                                             | 劉備ユニコーンガンダム ☆                        | オールラウンダー     | 劉備ユニコーンガンダム       | 梶原岳人             |
| -                                                             | 孫堅ガンダムアストレイ ☆                        | インファイター       | 孫堅ガンダムアストレイ       | 山口太郎             |
| -                                                             | 曹操ウイングガンダム ☆                          | シューター           | 曹操ウイングガンダム         | 武内駿輔             |
| 「GGENERATION シリーズ」                                      |                                                 |                      |                              |                      |
| GGF-001                                                       | フェニックスガンダム ☆                          | シューター           | -                            | -                    |
| 本作オリジナル                                                |                                                 |                      |                              |                      |
| RGM-79GR                                                      | ジム（ギャザーロード隊仕様）                    | オールラウンダー     | -                            | -                    |
| GUZ-PT/0000002                                                | ガンダム・ラトレイア                            | オールラウンダー     | ハーメス・マーキュリー       | KENN                 |

### 本作オリジナルの機体
ガンダム・ラトレイア
メカニックデザインは倉持キョーリュー。G:ユニバースのコード;マクスウェルズが計画する「プログラム・テオス」のコアモジュールとして開発された機体。

プラグイン・H
大型飛行MA。
ヒュイオス・スカイ
プラグイン・Hにガンダム・ラトレイアが合体した形態。
外見はガンダム・ラトレイアを格納した程度だが、武装面ではプラグイン・H単体では使用できない武装（腕部火炎放射、プラズマ・リーダーなど）が使用可能になっており、性能が強化されている。
プラグイン・P
大型戦車MA。
プネウマ・ブル
プラグイン・Pにガンダム・ラトレイアが合体した形態。
ホバー走行だったプラグイン・Pとは異なり、4足歩行に変化している。ヒュイオス・スカイとは異なり、武装面の追加箇所はない。
ガンダム・テオストリアス
ガンダム・ラトレイアがプラグイン・H、プラグイン・Pと合体した「プログラム・テオス」の完成機体。
プラグイン・Hが頭部と胸部、プラグイン・Pが四肢と腰部を構成する。
MYSTER/91514
ガンダム・ラトレイアの量産型として開発された機体。サクラ・スラッシュやユノ・アスタルトは「ミスター」と呼称している。
頭部はジェノアス系に変更され、フェニックス・ライダー形態への変形は不可能。

## 主題歌
幾星霜の宇宙（feat. ShishiGami）
Powerlessによるオープニングテーマ。歌唱はShishiGami、作詞は烏屋茶房、作曲・編曲はPowerless。
Error（feat. 湯木慧）
ヒゲドライバーによるエンディングテーマ。歌唱は湯木慧、作詞・作曲はヒゲドライバー、編曲は篠崎あやと。

### 収録曲
『プレミアムサウンド&データパック』に収録された楽曲。
機動戦士ガンダム
- 翔べ! ガンダム
歌：池田鴻
- シャアが来る
歌：堀光一路

機動戦士ガンダムII 哀・戦士編
- 哀 戦士
歌：井上大輔

機動戦士ガンダムIII めぐりあい宇宙編
- めぐりあい
歌：井上大輔

機動戦士ガンダム 第08MS小隊
- 嵐の中で輝いて
歌：米倉千尋

機動戦士ガンダム0080 ポケットの中の戦争
- いつか空に届いて
歌：椎名恵

機動戦士ガンダム0083 STARDUST MEMORY
- THE WINNER
歌：松原みき
- MEN OF DESTINY
歌：MIQ

機動戦士Ζガンダム
- 水の星へ愛をこめて
歌：森口博子
- 鳥籠の少年
歌：森口博子

機動戦士ガンダムΖΖ
- アニメじゃない -夢を忘れた古い地球人よ-
歌：新井正人
- サイレント・ヴォイス
歌：ひろえ純

機動戦士ガンダム 逆襲のシャア
- BEYOND THE TIME (メビウスの宇宙を越えて)
歌：TM NETWORK

機動戦士ガンダムUC
- Into the Sky
歌：SawanoHiroyuki[nZk]:Tielle
- RE:I AM
歌：Aimer

機動戦士ガンダムF91
- ETERNAL WIND〜ほほえみは光る風の中〜
歌：森口博子
- 君を見つめて -The time I'm seeing you-
歌：森口博子

機動戦士Vガンダム
- STAND UP TO THE VICTORY 〜トゥ・ザ・ヴィクトリー〜
歌：川添智久
- Don't stop carry on
歌：RD

機動武闘伝Gガンダム
- FLYING IN THE SKY
歌：鵜島仁文
- Trust You Forever
歌：鵜島仁文

新機動戦記ガンダムW
- JUST COMMUNICATION
歌：TWO-MIX
- RHYTHM EMOTION
歌：TWO-MIX

機動新世紀ガンダムX
- Resolution
歌：ROMANTIC MODE

∀ガンダム
- ターンAターン
歌：西城秀樹

機動戦士ガンダムSEED
- Realize
歌：玉置成実
- Gundam出撃
作曲：佐橋俊彦

機動戦士ガンダムSEED DESTINY
- ignited -イグナイテッド-
歌：T.M.Revolution
- 君は僕に似ている
歌：See-Saw

機動戦士ガンダム00
- 儚くも永久のカナシ
歌：UVERworld

劇場版 機動戦士ガンダム00 -A wakening of the Trailblazer-
- クオリア
歌：UVERworld

ガンダム Gのレコンギスタ
- BLAZING
歌：GARNiDELiA

機動戦士ガンダム 鉄血のオルフェンズ
- Crescent Moon - Mobile Suit Gundam : Iron-Blooded Orphans 2
作曲：横山克
- RAGE OF DUST
歌：SPYAIR

武者・騎士・コマンド SDガンダム緊急出撃
- Sugar Lover Affair
歌：林原めぐみ、佐々木望

SDガンダム ジージェネレーション ジェネシス
- SDガンダム ジージェネレーション GENESIS タイトルBGM

SDガンダム ジージェネレーション クロスレイズ
- SDガンダム ジージェネレーション CROSSRAYS タイトルBGM

機動戦士ガンダム バトルオペレーション
- Burst limit_Battle LIMIX

ガンダムバトルオペレーションNEXT
- MAIN THEME

機動戦士ガンダム バトルオペレーション2
- WAR EXPANSION

GUNDAM VERSUS
- VS_M7

機動戦士ガンダム EXTREME VS. マキシブーストON
- Fierce Fight

ガンダムブレイカー3
- overture 3 -the Breaker 3-

New ガンダムブレイカー
- New ガンダムブレイカー タイトル曲

ガンダムバトルタクティクス
- ガンダムバトルタクティクス：オープニング

ガンダムバトルロワイヤル
- ガンダムバトルロワイヤル：プロローグ

ガンダムバトルクロニクル
- ガンダムバトルクロニクル：オープニング

ガンダムバトルユニバース
- ガンダムバトルユニバース：タイトル

ガンダムアサルトサヴァイブ
- ガンダムアサルトサヴァイブ：タイトル画面

機動戦士ガンダムSEED BATTLE DESTINY
- 機動戦士ガンダムSEED BATTLE DESTINY：タイトル画面